# Pakisztán a 2018. évi téli olimpiai játékokon
Pakisztán a dél-koreai Phjongcshangban megrendezett 2018. évi téli olimpiai játékok egyik részt vevő nemzete volt. Az országot az olimpián 2 sportágban 2 sportoló képviselte, akik érmet nem szereztek.

## Alpesisí
Férfi
| Versenyző      | Versenyszám      | 1. futam      | 1. futam      | 2. futam | 2. futam | Összesítés | Összesítés |
| Versenyző      | Versenyszám      | Idő           | Hely.         | Idő      | Hely.    | Idő        | Helyezés   |
| -------------- | ---------------- | ------------- | ------------- | -------- | -------- | ---------- | ---------- |
| Muhammad Karim | Óriás-műlesiklás | 1:27,53       | 82.           | 1:26,51  | 72.      | 2:54,04    | 72.        |
| Muhammad Karim | Műlesiklás       | nem ért célba | nem ért célba | kiesett  | kiesett  | kiesett    | kiesett    |

## Sífutás
Távolsági
Férfi
| Versenyző  | Versenyszám | Idő     | Helyezés |
| ---------- | ----------- | ------- | -------- |
| Syed Human | 15 km       | 45:19,1 | 104.     |